# Зак Редмонд
Закарі Томас Редмонд (англ. Zachary Thomas Redmond; 26 липня 1988, м. Х'юстон, США) — американський хокеїст, захисник.
Виступав за Державний університет Ферріса (NCAA), «Чикаго Вулвс» (АХЛ), «Сент-Джонс АйсКепс» (АХЛ), «Вінніпег Джетс», «Колорадо Аваланч», «Сан-Антоніо Ремпедж», «Монреаль Канадієнс», «Рочестер Американс», «Баффало Сейбрс».
В чемпіонатах НХЛ — 133 матчі (9+29).
У складі національної збірної США учасник чемпіонату світу 2015 (5 матчів, 0+1).
Досягнення
- Бронзовий призер чемпіонату світу (2015)
- Нагорода Едді Шора (АХЛ) — 2018–19.

## Кар'єра тренера
З сезону 2023—24 обіймає посаду тренера з розвитку в «Баффало Сейбрс».